# Condado de Auvernia

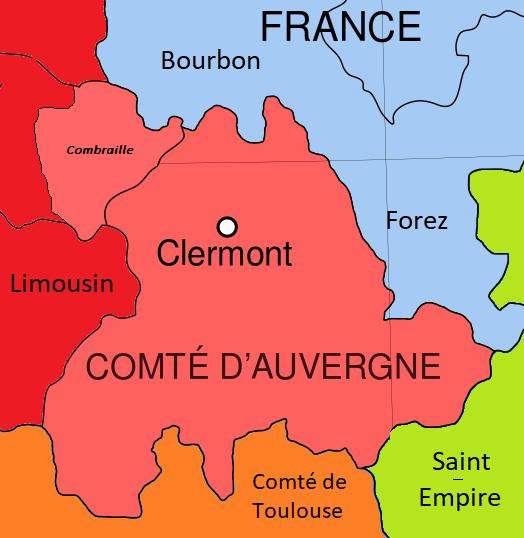
Condado de Auvernia al principio del reinado de Guy II de Auvernia (finales de).

El condado de Auvernia es un antiguo principado de la actual Francia. Su ubicación en el centro de la Galia, después reino de Francia, no fue permanente. En el siglo XII, el condado de Auvernia compartía fronteras con las tierras de los Plantagenêt al oeste, el reino de Francia al norte, el Sacro Imperio al este y el condado de Tolosa, territorio vinculado al reino de Aragón, al sur.

## Uno de los grandes feudos auvernios
En la época medieval, el condado de Auvernia estaba dividido en varios feudos que llevaban el nombre de Auvernia y rivalizaban entre sí para dominar y unificar a esta última :
1. El condado de Auvernia; reemplazado después de la conquista francesa de 1213 por el ducado de Auvernia.[2]
2. El delfinado de Auvernia, resultante de la bipartición del condado de Auvernia después de la guerra de sucesión de Auvernia.
3. La tierra de Auvernia, que nació alrededor de 1214, se convirtió en el ducado de Auvernia en 1360.
4. El condado episcopal de Clermont.

## Historia

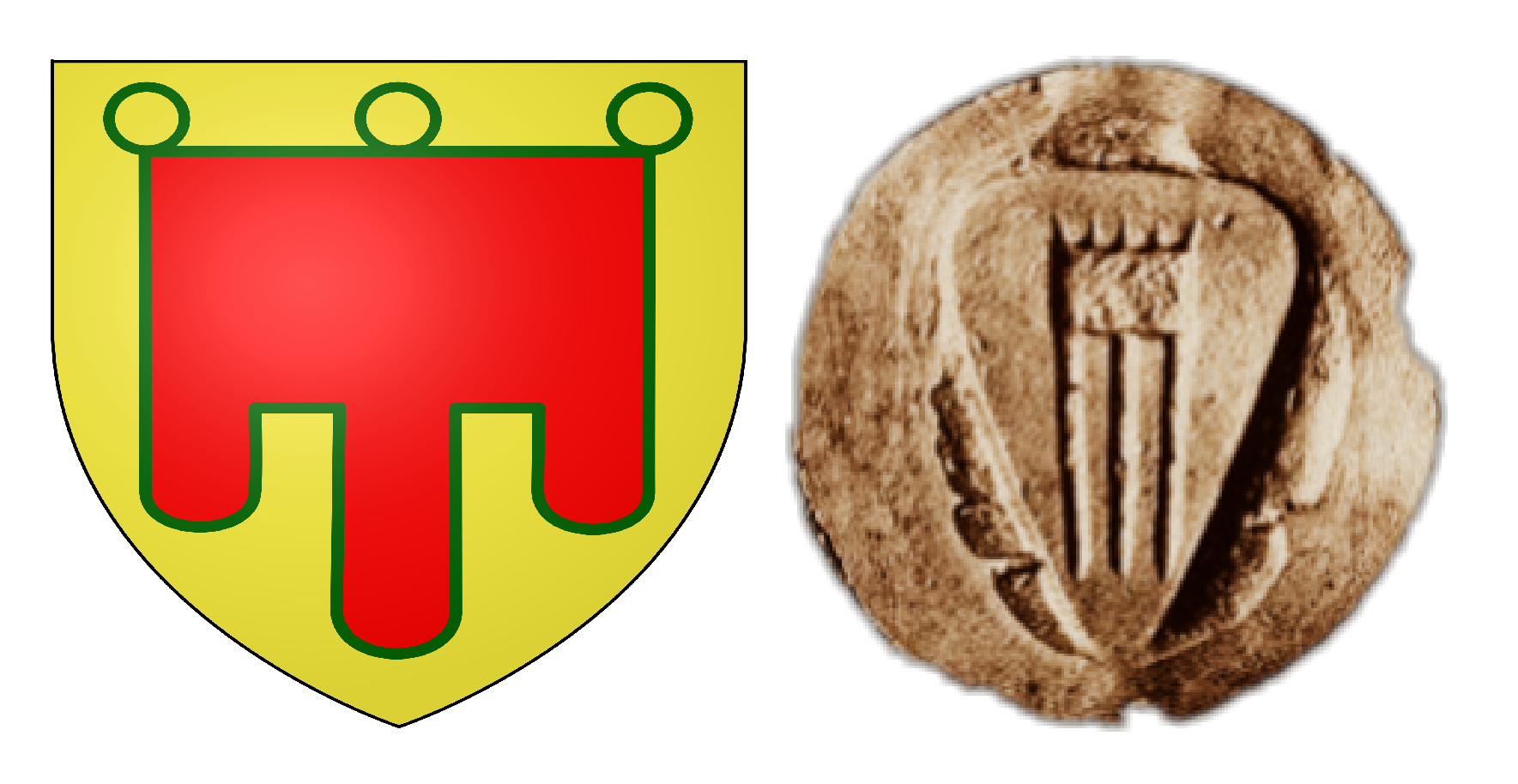
Escudo de los condes de Auvernia, y sello del conde Roberto IV de Auvernia, segunda mitad del XII.

El condado de Auvernia es uno de los territorios feudales más antiguos del territorio correspondiente a la Francia actual, ya que fue erigido al final del período romano. Durante la era merovingia, incluso momentáneamente se convierte en un ducado.

### La Casa de Auvernia
La familia de los condes de Auvernia gobernó el condado desde el siglo X. Estalló una crisis en la familia en 1155, cuando el conde Guillaume VII de Auvernia fue obligado por su tío Guillermo VIII a dividir el condado en dos. Guillermo VIII retomó el condado, mientras que Guillermo VII debió satisfacerse con el título de delfín, que dio el origen al Delfinado de Auvernia.
En 1360, el rey de Francia Juan II de Francia creó, en la Tierra Real de Auvernia, y tras la anexión del territorio en 1214, después de su conquista por Philippe-Auguste, un ducado de Auvernia que se transmitió dentro de la familia real.